# Nakia (cómic)
Nakia es un personaje que aparece en los cómics estadounidenses publicados por Marvel Comics. Fue creada por Christopher Priest y Mark Texeira, apareció por primera vez en Black Panther vol. 3 #1 (noviembre de 1998).
Lupita Nyong'o interpreta a Nakia en las películas del Universo cinematográfico de Marvel Black Panther (2018) y su secuela Black Panther: Wakanda Forever (2022).

## Historial de publicaciones
El personaje fue introducido en Black Panther vol. 3 #1 (noviembre de 1998), creado por Christopher Priest y Mark Texeira.

## Biografía ficticia
Desde que era una niña, Nakia de la tribu del pantano del Valle Q'Noma, fue escogida por sus ancianos tribales para ser de la Dora Milaje de Wakanda, "Adored Ones" o esposas en entrenamiento y pasó 3 años entrenando antes de ser presentada al Rey llamado T'Challa; Apenas una adolescente, instantáneamente se enamoró de él, aunque él prometió que su papel era puramente ceremonial. Se hizo amiga íntima de la Dora Milaje llamada Okoye, quien, a diferencia de ella, se sentía satisfecha por no ser más que su guardaespaldas. La obsesión de Nakia con el Rey T'Challa aumentó dramáticamente cuando Mephisto echó una ilusión sobre T'Challa, causando que besara a Nakia. En consecuencia, se puso celosa de la exnovia estadounidense de T'Challa, Monica Lynne, y conspiró para matarla, pero T'Challa la rescató y desterró a Nakia, causando gran vergüenza en su tribu y Wakanda.
Nakia fue capturada por Achebe y torturada por él hasta que Erik Killmonger vino y la liberó. Erik usó el Altar de la Resurrección sobre ella y en el proceso adquirió habilidades mejoradas. Erik decidió llamarla Malicia después de la anterior. Ella fue tras T'Challa y sus aliadas femeninas y mientras luchaba contra la Reina Divine Justice, mató a una de los aliados de T'Challa, Nicole "Nikki" Adams.
Más tarde se asoció con El Hombre Mono y secuestró a varios de los amigos de T'Challa envenenándolos por venganza. Además, Nakia también planeó matar a Monica y Dakota North, creyendo que este último también era uno de los amantes de T'Challa. Al final, T'Challa frustra el plan de Nakia, que logra escapar pero no sin darle el antídoto para sus amigos.
Nakia finalmente regresó durante una misión en la que participó Everett K. Ross. Cuando Ross es capturado y torturado por Hatut Zeraze (Perros de guerra), Nakia interviene para rescatarlo. A pesar de esto, ella todavía está en el exilio de la Dora Milaje. Amargada y expulsada, Nakia desarrolló un arsenal de armas, incluida una hierba llamada jufeiro que le da poder sobre los hombres. Pero el uso prolongado de la droga la enfermó gravemente. En un intento desesperado por atraer a Black Panther hacia ella antes de que muera, Nakia rastreó un arma de Dora Milaje olvidada hace mucho tiempo llamada Mimic-27 que puede cambiar y transformar su forma y forma, así como crear doppelgangers que duplican habilidades. Ella dejó a Hydro-Man a cargo de la base A.I.M. de donde lo robó en caso de que su odiada hermandad la alcanzara.
Nakia finalmente decidió enviar a Mimic-27 tras la exesposa de T'Challa, Ororo Monroe (también conocida como Tormenta de los X-Men), pero el arma se liberó del control de Nakia y también la atacó. Para detenerlo, Dora Milaje necesitaba la ayuda de Nakia, pero ella se negó a actuar hasta que pudiera ver a su rey nuevamente. Después de reunirse con su amado T'Challa, el rey de Wakanda le pidió que ayudara a la Dora Milaje a detener el arma del fin del mundo ahora fuera de control que se estaba volviendo loca en Harlem, Massachusetts. Ella y su antigua hermandad viajarían a un Plano Astral donde se alojaba la conciencia de dicha arma de Vibranium Viviente. Mientras los héroes de Nueva York luchaban contra los doppelgängers creados por Mimic, Nakia y las otras Dora luchaban contra su conciencia contaminada que había sido envenenada por su propia malignidad. Nakia ganó la fuerza de sí misma para superar su reflejo en el espejo y finalmente sofocó a la mímica, pero murió en el proceso ya que también estaba frenando el elemento canceroso que devastaba su cuerpo. En honor a su sacrificio, Pantera Negra y sus Adorados la llevaron de regreso a Wakanda y le dieron un entierro apropiado con todos los honores.

## Poderes y habilidades
Debido a un ritual mágico, Nakia posee un nivel sobrehumano de fuerza, velocidad, agilidad y precisión. Como miembro de Dora Milaje, Nakia es una experta combatiente cuerpo a cuerpo. Ella usa una hoja de púas y un lanzador de hojas de proyectiles.

## Recepción

### Reconocimientos
- En 2018, CinemaBlend incluyó a Nakia en su lista de "5 villanos de Marvel que nos encantaría ver en Black Panther 2".[14]
- En 2018, Comicbook.com incluyó a Nakia en su lista de "7 grandes villanos para Black Panther 2".[15]
- En 2020, CBR.com clasificó a Nakia en el noveno lugar en su lista "Marvel: Ranking Black Panther's Rogues Gallery".[16]
- En 2022, Screen Rant incluyó a Nakia en su lista de los "10 mejores personajes de cómics de Black Panther que no están en el MCU".[10]

## En otros medios

### Televisión
- Nakia hace un cameo sin hablar en el episodio de The Avengers: Earth's Mightiest Heroes, "Bienvenido a Wakanda", como miembro de la Dora Milaje.[17]

### Cine
Nakia aparece en películas ambientadas en Marvel Cinematic Universe, interpretada por Lupita Nyong'o. Esta versión proviene de la Tribu del Río de Wakanda, es una ex Dora Milaje que se convirtió en War Dog, una espía internacional de Wakanda, y anteriormente estuvo en una relación con T'Challa.
- Aparece por primera vez en Black Panther (2018). Tras la muerte de su padre T'Chaka, T'Challa trae a Nakia de regreso a Wakanda para que lo acompañe mientras es coronado como el nuevo rey y en una misión para capturar a Ulysses Klaue. Después de que Killmonger llega a Wakanda y aparentemente mata a T'Challa por el trono de Wakanda, Nakia recupera una hierba en forma de corazón y acompaña a la hermana de T'Challa, Shuri, a la madre Ramonda, y al conocido Everett K. Ross en un intento de reclutar a M'Baku para derrocar a Killmonger a pesar de las súplicas de Ramonda para que ingiera la hierba. Sin embargo, encuentran a T'Challa en coma y lo reviven antes de unirse a él para retomar Wakanda. Tras la derrota de Killmonger, Nakia y T'Challa reavivan su relación y ella acepta un nuevo puesto dirigiendo un centro de divulgación de Wakanda en California.
- A partir de Black Panther: Wakanda Forever (2022),[19] Nyong'o declaró que Nakia ha "madurado" después del Blip y la muerte de T'Challa, explicando que las "prioridades de su personaje han cambiado y se han agudizado" al tiempo que agrega que aún permanece "al que quieres llamar cuando estás en problemas".[20] Después de los eventos antes mencionados, Nakia se mudó a Haití para criar en secreto a ella y al hijo de T'Challa, Toussaint, lejos de las presiones de vivir en Wakanda.
- Una versión de la línea de tiempo alternativa de Nakia aparece en la tercera temporada de What If...?, con la voz de Brittany Adebumola.[21]Presentada en "What If... The Hulk Fought the Mecha-Avengers?", esta versión se convirtió en miembro de los Vengadores en la lucha contra Apex Hulk y su ejército de Bestias Gamma.

### Videojuegos
- Nakia aparece como en Lego Marvel Super Heroes 2, como parte del DLC "Black Panther".[22]